# Casey Mize
Casey Mize (* 1. Mai 1997 in Springville, Alabama, Vereinigte Staaten) ist ein amerikanischer Baseballspieler. Im MLB Draft 2018 wurde er als First Overall Pick von den Detroit Tigers ausgewählt.

## Karriere
Mize besuchte die Springville High School in Springville, Alabama. Er verpflichtete sich an der Auburn University um College-Baseball zu spielen.
Als Neuling im Jahr 2016 trat er in 16 Spielen mit 7 Starts auf und ging 2-5 mit 3,52 earned run average (ERA) und 59 Strikeouts. Als Student im zweiten Jahr 2017 spielte Mize in 13 Spielen mit 12 Starts, ging 8-2 mit einer 2,04 ERA mit 109 Strikeouts und nur neun Walks. Nach der Saison spielte er im Sommer für die College-Nationalmannschaft der Vereinigten Staaten. Mize wurde zum Starter von Auburn für die Saison 2018 ernannt. Am 9. März 2018 warf Mize einen No-Hitter gegen die Northeastern Huskies, den neunten in der Geschichte.
Die Detroit Tigers wählten Mize als First Overall Pick im MLB Draft 2018. Am 25. Juni 2018 unterschrieb Mize mit den Tigers mit einem Bonus von 7,5 Millionen Dollar. Er gab sein professionelles Debüt bei den Gulf Coast League Tigers und wurde nach einem Start zu den Lakeland Flying Tigers befördert.
2019 luden die Tigers Mize als Non-Roster-Spieler zum Spring Training ein. Zu Beginn der Saison 2019 kehrte er nach Lakeland zurück und war am Opening Day der Saison Starting Pitcher. Am 15. Juni wurde Mize wegen einer Schulterentzündung für 7 Tage auf die Verletztenliste gesetzt.

### Detroit Tigers

#### 2020
Am 19. August 2020 wurde Mize von den Tigers in die Major Leagues befördert und gab am selben Abend gegen die Chicago White Sox sein MLB-Debüt. Für die Detroit Tigers bestritt Mize 2020 sieben Spiele, in denen er eine Bilanz von 0-3 mit 6,99 ERA und 26 Strikeouts in 28 1⁄3 Innings erzielte.

#### 2021
Am 26. März 2021 gab Tigers-Manager A. J. Hinch bekannt, dass Mize ab der Saison 2021 in der Startrotation der Tigers stehen wird. Am 12. April errang Mize seinen ersten Sieg in der Major League, als er beim 6:2-Sieg der Tigers gegen die Houston Astros sieben Innings ohne Runs ablieferte. In einem Auswärtsspiel am 24. August, gegen die St. Louis Cardinals, gab Mize sein Debüt als Hitter in der Major League und sammelte einen RBI. Mize absolvierte in der Saison 2021 30 Starts und erzielte dabei eine Bilanz von 7-9 und einen ERA von 3,71.

#### 2022
Mize begann die Saison 2022 als Nr. 2 Starter in der Rotation der Tigers. Am 15. April setzten die Tigers Mize wegen einer Verstauchung des rechten Ellbogens auf die 10-Tage-Verletztenliste. Am 10. Juni wurde er auf die 60-Tage-Verletztenliste der Tigers gesetzt. Es wurde bekannt, dass Mize eine Tommy-John-Operation benötigte, die seine Saison 2022 vorzeitig beendete.

## Persönliches
Mize und seine Frau Tali haben 2019 geheiratet und leben in Nashville, Tennessee.